# Родопски напредък
„Родопски напредък“ е месечно списание за наука, обществени знания и народни умотворения. Редактирано е от Стою Шишков, Васил Дечев и Горчо Мерджанов.
Списанието е издавано от януари 1903 до юни 1912 г. в Станимака, излиза и в Чепеларе и Пловдив. Печатано е в печатниците „Ат. Кишкилов“, „С. Кишкилон“ в Станимака, „Труд“ и „Македония“ в Пловдив.
Представлява кравведено научнопопулярно списание. Помества статии в областта на географията, етнографията, историята и икономическото положение на Родопския край. С изобилен материал за бита, езика и произхода на българомохамеданите, народно словесно творчество, учебно дело и др. Значителна част от стариите и материалите са дело на редактора Стою Шишков.